# فينلي ماكميلان
فينلي ماكميلان (بالإنجليزية: Finlay MacMillan)‏، من مواليد 16 أبريل 1996 في غلاسكو، هو ممثل إسكتلندي.
نشأ ماكميلان باعتباره الطفل الوحيد لأم اسكتلندية - إيرلندية وأب فرنسي في غلاسكو. بعد والديه طلاق، عاش مع والدته وزوجها. حضر دروس التمثيل عندما كان طفلاً ، وبعد ذلك قام والديه بتسجيله في مدرسة لورد الثانوية لأن دروس التمثيل كانت تتمتع بسمعة طيبة. كان مهتمًا أيضًا بالموسيقى ولعب المندولين في فرقة بلوجراس.
ظهر ماكميلان أخيرًا لأول مرة في التمثيل عام 2013 في المسلسل الاسكتلندي ريفر سيتي. بين عامي 2014 و 2015 لعب دور البطولة في الموسم العاشر من مسلسل بي بي سي التلفزيوني طريق واترلو. في عام 2016 حصل على دوره الأول في فيلم سينمائي في منزل الآنسة بيرغرين للأطفال المميزين للمخرج تيم بيرتون.

## روابط خارجية
- فينلي ماكميلان في قاعدة بيانات الأفلام على الإنترنت